# Trestonia capreola
Trestonia capreola är en skalbaggsart som först beskrevs av Ernst Friedrich Germar 1824.  Trestonia capreola ingår i släktet Trestonia och familjen långhorningar.
Artens utbredningsområde är Paraguay. Inga underarter finns listade i Catalogue of Life.